# Saint-Émile-de-Suffolk
Saint-Émile-de-Suffolk, till 1994 Suffolk-et-Addington, är en kommun i provinsen Québec i Kanada. Den ligger i regionen Outaouais, i den sydöstra delen av landet, 80 km nordost om huvudstaden Ottawa.